# Combretum nelsonii
Combretum nelsonii är en tvåhjärtbladig växtart som beskrevs av Dümmer. Combretum nelsonii ingår i släktet Combretum och familjen Combretaceae. Inga underarter finns listade i Catalogue of Life.